# 海湾轻轨2号线
海湾轻轨2号线（英語：Sound Transit Line 2），也叫海湾轻轨蓝线（英語：Sound Transit Blue Line）、海湾轻轨东延线（英語：East Link Extension），位于美国华盛顿州西雅图都会区，是海湾轻轨系统建设中并将服务西雅图东区的一条轻轨线路。线路全长14英里（23），呈东西走向，沿途依次经过西雅图城区、默瑟岛、贝尔维尤、雷德蒙德，设10站。2号线初始段途经南贝尔维尤站到雷德蒙德科技站，一共八站，已于2024年4月27日开通。全线计划于2025年开通，未来会穿行于西雅图市中心公交隧道中与1号线共站运营。2号线在2025年会再延长两站计3.7英里（6.0）到雷德蒙德城区。
2号线工程于2008年由选民投票批准，预计花销37亿美元。该线将占用华盛顿湖上1989年建造的90号州际公路浮桥的部分快速车道，并在其上架设轻轨。该线路最早于1960年代所倡议，但直到90年代初海湾公共交通局成立之后才开始计划。贝尔维尤市议会在2010年代初对线路走向进行了辩论，主要分歧在于贝尔维尤市中心南两种走向的选择。辩论持续了两年多，于2013年最终确定了线路走向，并导致项目开始施工时间推迟到2016年，项目预计结束时间也由2021年推迟到2023年。该线将成为世界上第一条架设于浮桥上的轨道线路。预计该线2030年日均乘客5万人次。

## 历史

### 背景与早期规划
自1940年华盛顿湖上的首座浮桥华盛顿湖浮桥开通并取代轮渡成为东区到西雅图的主要交通方式以来，东区迅速的发展成为睡城。尽管私营公交车通过浮桥开通了西雅图到东区的跨湖线路，但西雅图市政公交系统决定不延长其线路。1963年华盛顿湖上的另一座浮桥长青点浮桥的开通进一步促进了东区的发展，两座浮桥在高峰时间开始出现拥堵。到1965年已经有超过15万人生活在东区，金县政府当时预测到1990年东区将有55万人口。
地方政府在六十年代研究了服务于西雅图都市区轨道交通系统的建设。系统初期计划将服务于西雅图市区，并在约1990年开工建设后期工程，通过默瑟岛和新建浮桥延至贝尔维尤。州政府修正了计划并加入了轨道交通系统在浮桥上独占路权的内容。系统的东区段亦加入了分别延至东门和贝尔·雷德区域，并可以继续延至雷德蒙德的计划。线路计划在西雅图的雷尼尔大街、默瑟岛、贝尔维尤市区设站。该计划由联邦补助所资助，作为Forward Thrust的一部分于1968年和1970年两次由选民投票表决，需要至少60%的多数票以便增加财产税用于本系统。但两次投票均没有得到所需票数，第一次时得到了简单多数（即超过了50%），第二次亦由于当地经济状况而失败。
金县公交于1972年公投之后成立以运营金县内公交系统，并继续在90号州际公路新建浮桥上建造西雅图与东区间交通系统的规划工作。1976年末，华盛顿州公路委员会、海湾公共交通局、以及地方政府签订谅解备忘录，确定八车道浮桥的中间两车道将用于固定导轨系统。